# 馬爾凱塔·萬卓索娃
玛尔凯塔·万卓索娃（捷克語：Markéta Vondroušová，發音：['markɛːta 'vondrou̯ʃovaː]，1999年6月28日—），婚后改姓希姆科娃（Šimková），是捷克职业网球运动员，2016年轉職業。万卓索娃是2023年温网女单冠军、2019年法網女单亚军得主，并于2021年获东京奥运会女单银牌。万卓索娃的WTA生涯最高單打排名為第10名，于2023年7月17日获得温网冠军后取得。共6次闯入WTA单打决赛，获得了2个冠军。

## 职业统计

### 大满贯決賽（1-1）
| 结果 | 年份 | 比赛               | 场地 | 对手        | 比分     |
| ---- | ---- | ------------------ | ---- | ----------- | -------- |
| 亞軍 | 2019 | 法國網球公開賽     | 紅土 | 阿什莉·巴蒂 | 1–6, 3–6 |
| 冠軍 | 2023 | 温布尔登网球锦标赛 | 草地 | 昂絲·加博   | 6–4, 6–4 |

### 奥运会：银牌
| 结果 | 年份 | 比赛             | 场地 | 决赛对手      | 比分          |
| ---- | ---- | ---------------- | ---- | ------------- | ------------- |
| 银牌 | 2021 | 2020年东京奥运会 | 硬地 | 貝琳達·本契奇 | 5–7, 6–2, 3–6 |

## 个人生活
2022年7月16日，万卓索娃嫁给了她长期的伴侣斯捷潘·希梅克（Štěpán Šimek）。自2021年万卓索娃赢得东京奥运会银牌以来，他们就已订婚。

## 外部連結
- 馬爾凱塔·萬卓索娃的国际女子网球协会官方資料（英文）
- 馬爾凱塔·萬卓索娃的官方资料